# Ultraje de Kelsey
El ultraje de Kelsey fue un linchamiento que tuvo lugar en 1872 en Huntington, en el estado de Nueva York.

## Trasfondo

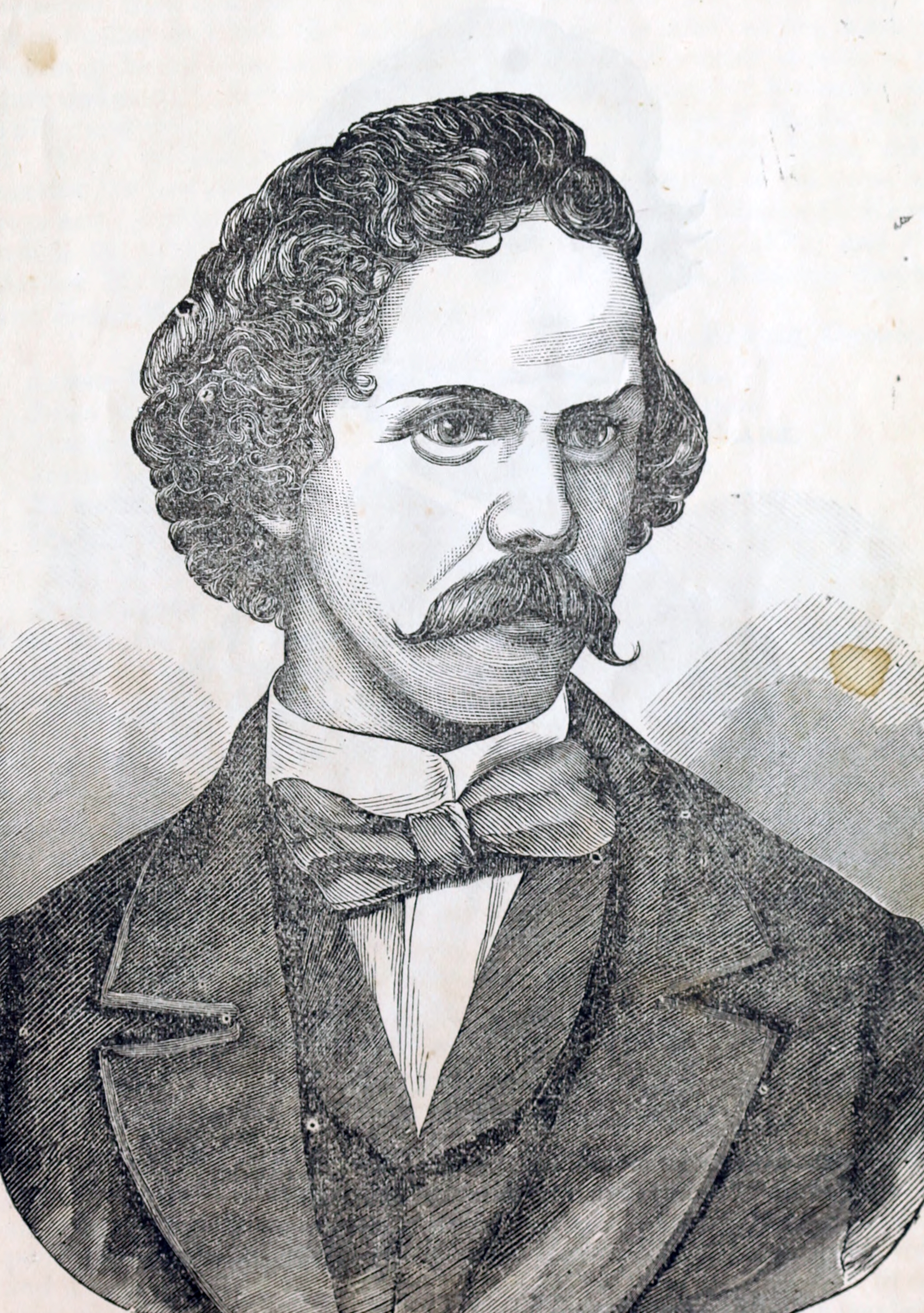
Charles G. Kelsey, portada de un folleto contemporáneo sobre el caso: El ultraje de Kelsey: un relato completo, imparcial e interesante de este crimen tan cruel y notable.

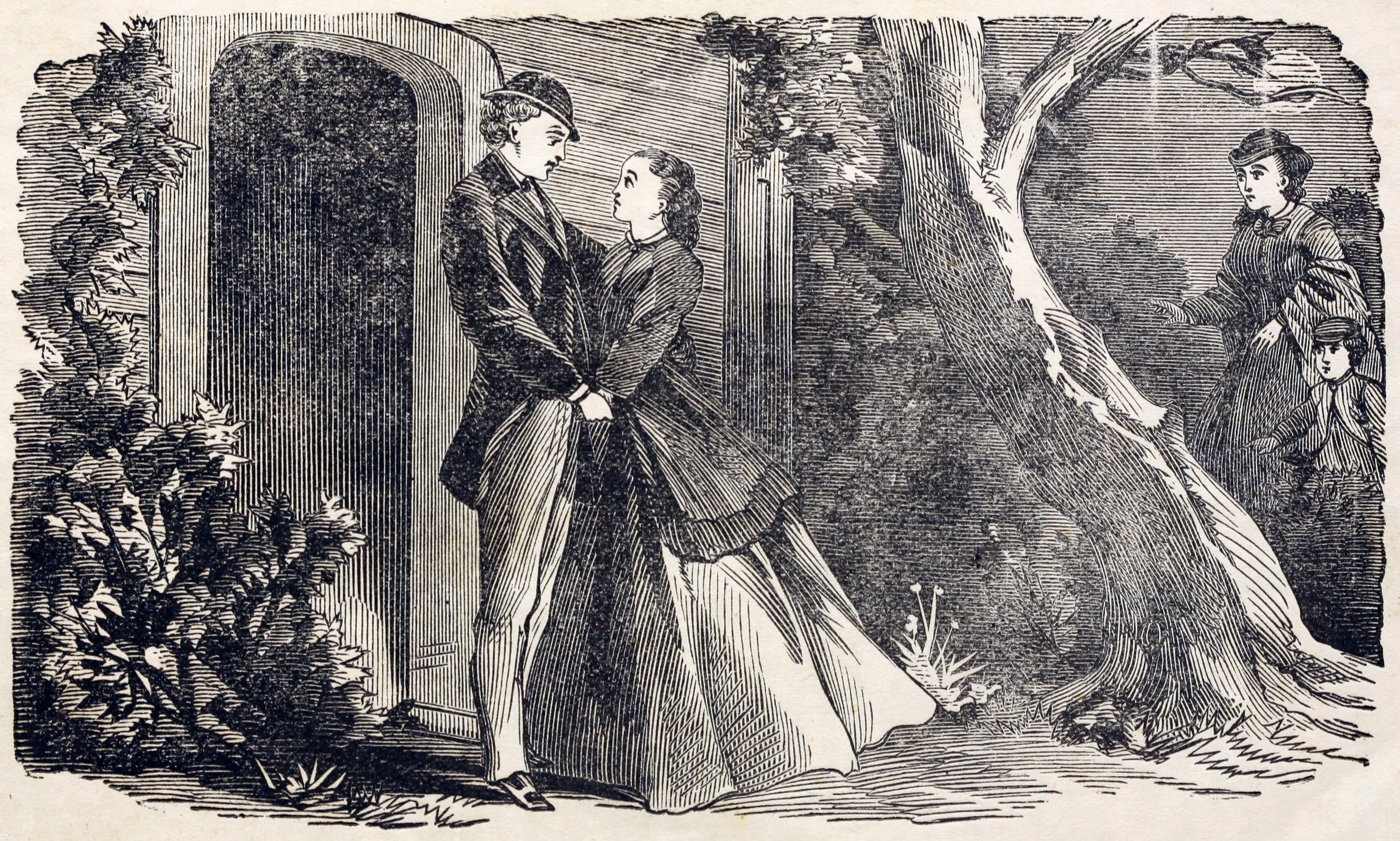
Kelsey cortejando a Julia, ilustración interior del folleto.

Charles G. Kelsey era un granjero culto, maestro de escuela dominical y poeta ocasional de unos treinta y tantos años. El solterón desarrolló un interés romántico por Julia Smith, una joven de veinte años que había quedado huérfana y había sido criada por su abuela, Charlotte Oakley, en una mansión en la calle principal de Huntington. Kelsey y Smith se conocieron en la Segunda Iglesia Presbiteriana, donde Kelsey enseñaba cuando Smith era adolescente. El tutor de Smith y otros feligreses de la iglesia no aprobaron su relación ni la diferencia de edad. Smith se acercó a Royal Sammis, un joven de veinticinco años de una familia prominente de la ciudad, y la pareja se comprometió, pero Kelsey continuó persiguiendo a Smith, escribiendo poesía y cartas de amor largas y amargas.

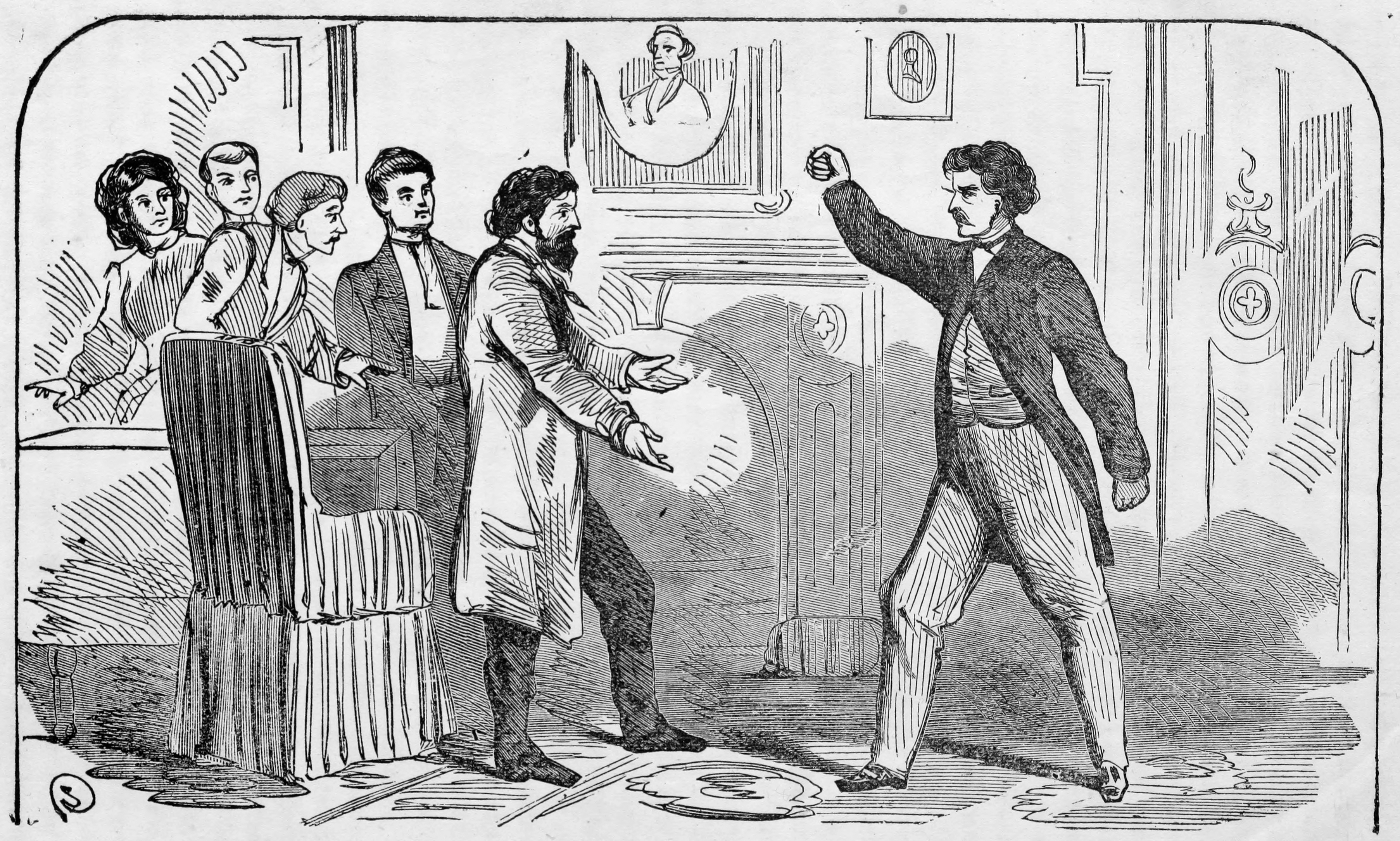
El "grupo del alquitrán" planeando la agresión. A las palabras de Banks, Sammis dice: "Tenemos que hacerlo esta noche".

La noche anterior al asesinato, a principios de noviembre de 1872, la tía de Smith, Abby Smith, le tendió una trampa. Tras intercambiar habitaciones con Julia, la tía informó que Kelsey entró por la ventana de la habitación y le puso la mano en el pecho. Ella gritó y él salió por la ventana.

## Asesinato

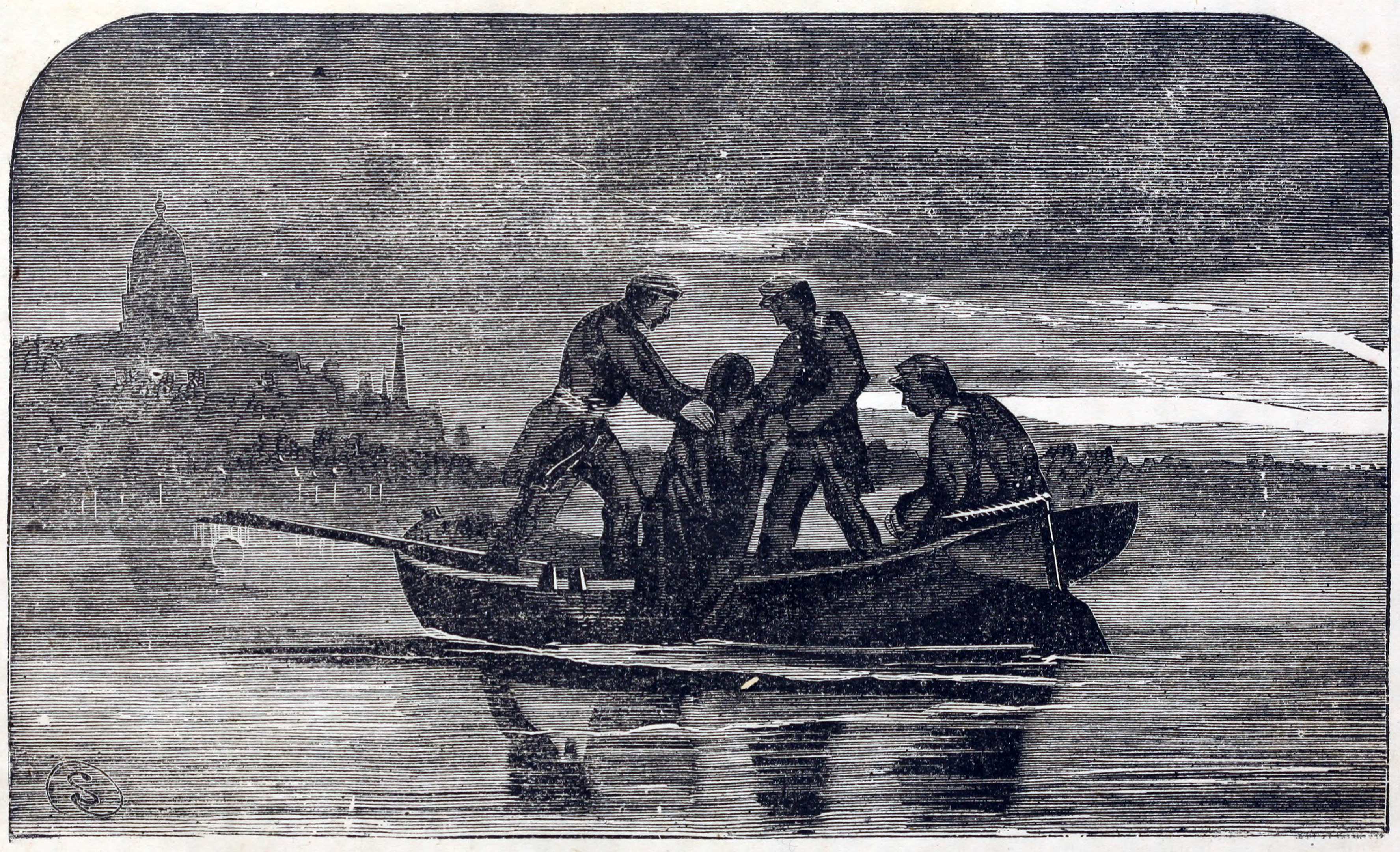
El cuerpo mutilado de Kelsey es arrojado a la bahía.

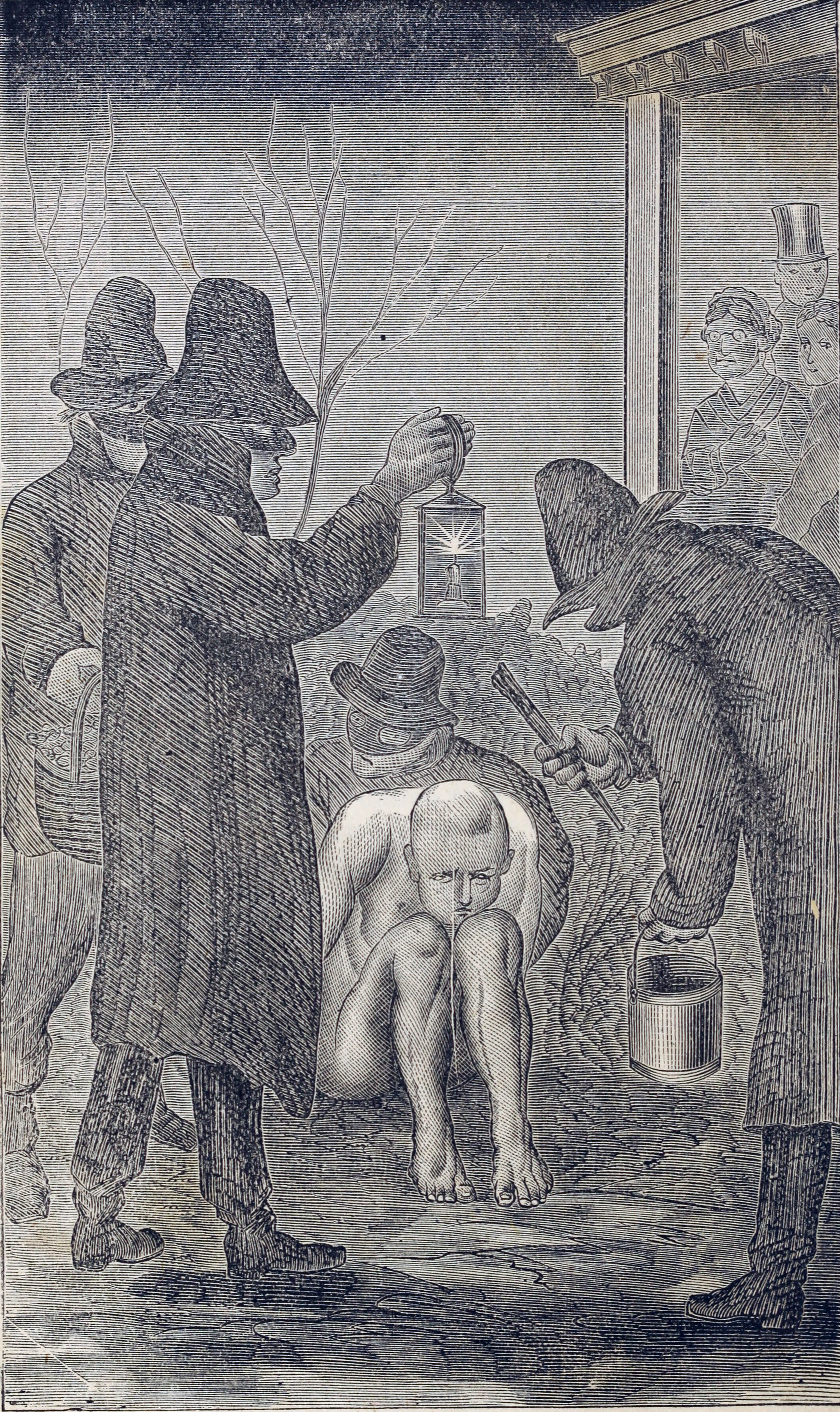
El embreado y emplumado de Kelsey.

El 4 de noviembre de 1872, al día siguiente del incidente con la tía de Smith, de regreso de un mitin político, Kelsey vio una luz en la ventana de la casa, que se creyó era una señal habitual entre Kelsey y Smith (se decía que ella colocaba un farol en la ventana para indicarle que no había nadie cerca). Al entrar al patio trasero, un grupo de enmascarados se abalanzó sobre Kelsey, lo raparon y le afeitaron el bigote, lo desnudaron por completo, y lo cubrieron con brea y plumas. Los hombres humillaron a Kelsey mostrándolo así a las mujeres que se habían reunido en un granero cercano y luego lo dejaron ir. Kelsey se vistió y comenzó a caminar hacia la casa que compartía con su hermana en Spring Street, pero no llegaría.

## Pruebas y caso
Al día siguiente, un pescador de Lloyd Neck encontró en la playa unos ensangrentados camisa, corbata y dos limones. La hermana de Kelsey declaró posteriormente que él había comprado los limones tras acudir al mitin, a petición suya. Tras las audiencias, el juez de paz acusó a Royal Sammis, Claudius Prime y George Banks de disturbios y agresión. Winter pospuso la búsqueda de Kelsey, y la junta municipal de Huntington ofreció una recompensa de 750 dólares por su cuerpo. Smith se casó con Sammis en junio de 1873. A finales de agosto, una pareja de pescadores en el puerto de Oyster Bay encontró la mitad inferior de un cuerpo, hasta la segunda vértebra lumbar, flotando. Los pantalones negros y la cadena de reloj de oro adjunta fueron identificados como probablemente los de Kelsey. Al cortar los pantalones, se vio que las piernas del cuerpo estaban alquitranadas y emplumadas, y los genitales habían sido cercenados. La junta municipal de Huntington decidió inicialmente ofrecer a los pescadores la mitad de la recompensa por encontrar solo la mitad del cuerpo, pero luego cedió y les entregó los 750 dólares. La mitad superior del cuerpo nunca fue encontrada.
La Segunda Iglesia Presbiteriana de Huntington celebró un funeral por Kelsey con sus piernas recuperadas en septiembre de 1873. En aquel entonces, la identidad del cuerpo aún era controvertida y el ministro no permitió que el ataúd con las piernas entrara a la iglesia. El evento se conoció como "el funeral de las piernas".
Los médicos que participaron en la investigación forense informaron que Kelsey se había desangrado a causa de la castración, durante la cual había estado vivo. Creían que su cuerpo se había desgarrado en dos al hincharse con la descomposición, debido a la presión de una cuerda alrededor de su cintura que habría sido lastrada con una gran piedra y arrojada al agua. El jurado forense de octubre concluyó que Kelsey fue asesinado y que Sammis y otras cinco personas habían contribuido e instigado el atropello con alquitrán y plumas, pero no nombró a un asesino. El gobernador de Nueva York, John Adams Dix, ofreció una recompensa de 3 000 dólares(76000) para obtener información que condujera a la condena del asesino. El mes siguiente, un gran jurado del condado de Suffolk acusó a Sammis y Banks de disturbios y agresión, y a Sammis y su hermano menor, Rudolph, de asesinato en segundo grado.
Procesado por el fiscal de distrito de Suffolk , James H. Tuthill, el caso tardó años en llegar a juicio. En octubre de 1875, un jurado del condado de Suffolk absolvió a Royal Sammis y George Banks de los cargos de disturbios y agresión. Los cargos de asesinato nunca llegaron a juicio.

## Secuelas

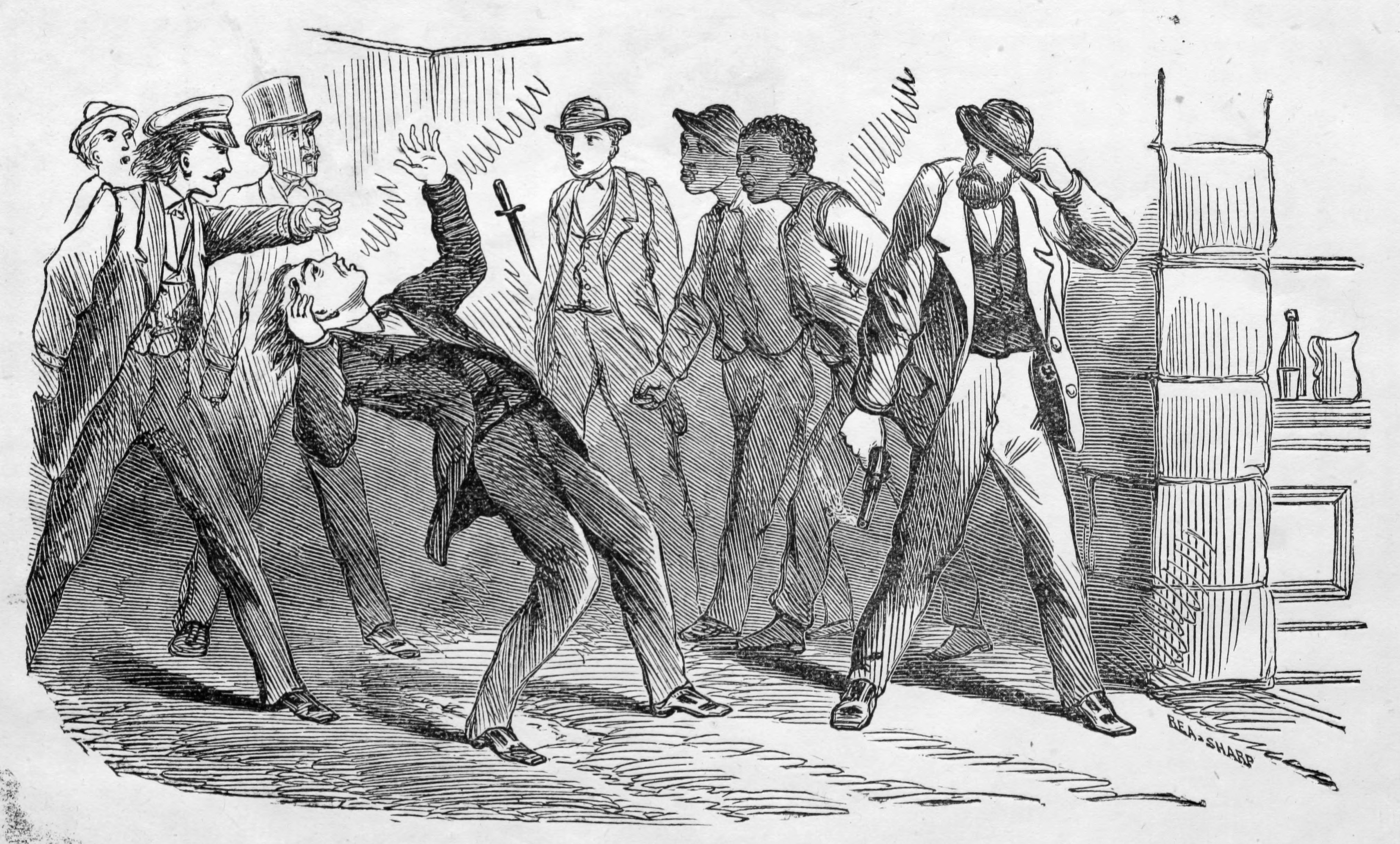
Gran emoción. El motín. "Tars" y "Anti-Tars" se enfrentan.

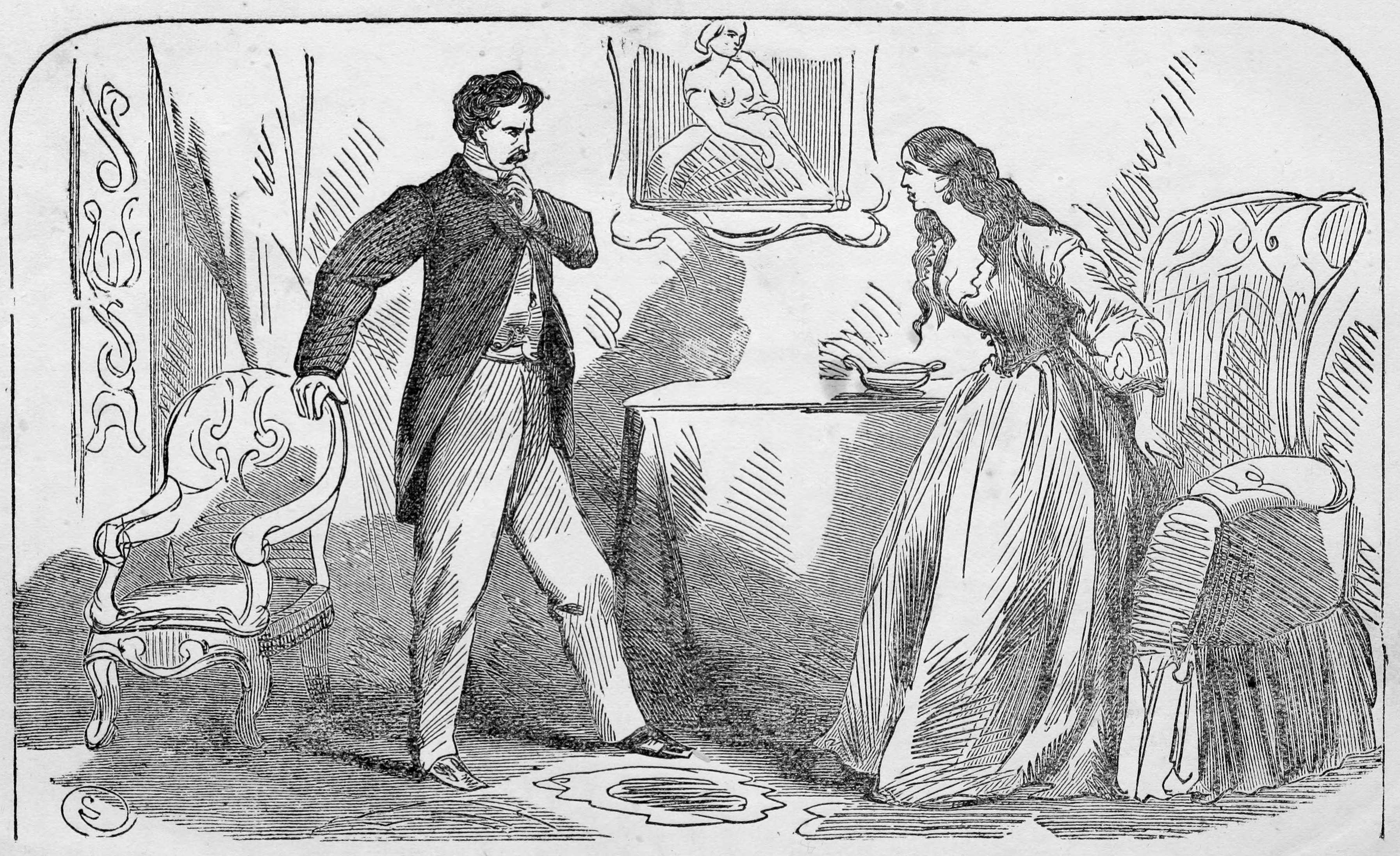
La hermana de Kelsey acusa a Royal Sammis de asesinar a su hermano.

La historia se convirtió en noticia nacional y causó sensación, y Huntington pasó a ser apodado "Tar Town" (Pueblo del Alquitrán). El Brooklyn Eagle afirmó que el incidente había manchado la imagen de Long Island con una brutalidad más propia de la frontera oeste. Los 2 500 residentes del pueblo se dividieron entre "Tars" y "Anti-Tars", apoyando u oponiéndose a las acciones de la turba. El incidente dio origen a la frase vulgar popular "tan muerto como los huevos de Kelsey", que persistió  hasta bien entrado el siglo XXI.

Un relato de 1873 sobre el atropello fue destruido en gran parte por las influyentes familias Sammis y Smith. Los descendientes de Sammis permanecieron en Huntington hasta finales del siglo XX. El granero histórico asociado con el incidente del alquitrán y las plumas fue demolido en enero de 2001 después de que los conservadores lo encontraran irreparable.